# Gabbiella
Gabbiella là một chi ốc nước ngọt cỡ nhỏ có vảy, là động vật thân mềm chân bụng thuộc phân lớp mang trước sống dưới nước trong họ Bithyniidae.

## Các loài
Các loài thuộc chi Gabbiella bao gồm:
- Gabbiella balovalensis
- Gabbiella humerosa
- Gabbiella rosea
- Gabbiella stanleyi